# Consell Regional de Gush Etzion
El Consell Regional de Gush Etzion es troba en l'Àrea de Judea i Samaria. Aquest consell regional és l'organisme que administra els assentaments israelians de la regió de Gush Etzion, al sud-est de Jerusalem. Segons l'Oficina Central d'Estadístiques d'Israel, els 19 assentaments tenen una població d'uns 21.200 habitants (2014). La seu administrativa del consell està situada en l'assentament d'Alon Shvut i el seu actual president és Davidi Perl.

## Geografia

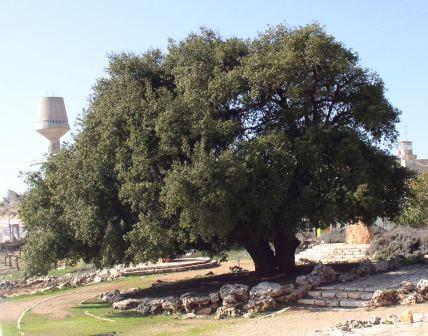
El roure solitari en l'assentament d'Alon Shvut, es va convertir en un símbol dels assentaments de la regió i apareix en l'emblema del consell regional.

El Consell Regional està localitzat en una àrea de muntanya a 900 metres sobre el nivell del mar. Degut a l'alçada, el clima a l'hivern és molt fred i plujós, nevant freqüentment. Els límits del Consell Regional són: al nord la ciutat de Jerusalem i el Consell Regional de Mateh Binyamin, al sud les ciutats d'Hebron i Kiryat Arba, així com el Consell Regional Har Hebron, a l'oest la Vall de Elah, i a l'est el Desert de Judea.

## Història
El primer assentament de Gush Etzion va ser Migdal-Éder, fundat en 1927 per un grup de jueus ortodoxos de Jerusalem i algunes famílies jueves procedents del Iemen, aquesta comunitat va desaparèixer després dels motins àrabs de 1929.
El segon intent va ser fet per Shmuel Holtzman en l'any 1935, quan va ser establert el assentament de Kfar Etzion. Els repetits atacs dels àrabs durant la Gran Revolta Àrab de Palestina de 1936-1939, en el Mandat Britànic de Palestina, van allunyar als colons sionistes d'aquell indret.
En 1945, un grup de joves que van arribar d'Europa Oriental després de la Segona Guerra Mundial van establir un nou assentament, Mesuot Yitzhaken, en memòria dels jueus morts durant l'Holocaust, en 1946 es va establir el quibuts Ein Tzurim, i en 1947 el quibuts Revadim. Els assentaments van desaparèixer després de la Guerra araboisraeliana de 1948.
Després de l'ocupació israeliana del territori a conseqüència de la Guerra dels Sis Dies, va començar de nou el procés de creació de nous assentaments en la zona.

## Assentaments
| - Alon Shvut - Bat Ayin - Guevaot - Elazar - Har Gilo - Karmei Tzur - Kfar Etzion - Migdal Oz - Neve Daniel - Rosh Tzurim | - Ibei HaNahal - Kedar - Kfar Eldad - Maale Amos - Maale Rehavam - Metzad - Nokdim - Pnei Kedem - Tekoa |